# Josip Mal
Josip Mal, slovenski zgodovinar, * 22. december 1884, Pretrž, † 29. avgust 1978, Ljubljana.

## Življenje
Josip Mal se je rodil 22. decembra 1884 v Pretržu kmetoma Francetu in Ivani (rojeni Pele). Kot otrok je obiskoval enorazredno osnovno šolo v Pečah in kasneje v  Svetem Križu pri Litiji. Po končanem študiju v Ljubljani leta 1904 je odšel nadaljnje študirati zgodovino in zemljepis na Dunaj kjer je ostal med leti 1904 in 1909. Po končanem študiju se je leta 1909 zaposlil kot prostovoljec v Kranjskem deželnem muzeju v Ljubljani kjer je bil leta 1924 postavljen za ravnatelja. Službo ravnatelja je opravljal vse do upokojitve leta 1945 in zatem kot prostovoljec vodil Mestni muzej Ljubljana do leta 1961. Umrl je 29. avgusta v Ljubljani.

## Delo
Med leti študija in nato zaposlitve v muzeju, je Mal izdal veliko del. Njegova dela so bila večinoma zgodovinske in geografske tematike. Njegovo največje delo je bila Zgodovina slovenskega naroda (1928), ki jo je soustvaril z zgodovinarjem Josipom Grudnom.

## Glej še
- Priimek Mal